# Либідь (хутір)
Либідь – селище, або хутір, що виник станом на початок 19 ст. в нижній течії річки Либідь на її лівому березі між Лисою та Звіринецькою горою на території сучасного Голосіївського району міста Києва. Включав цегельню та паровий млин, які належали Лаврі. Згадувався також як хутір Нижня Либідь. Станом на початок 20 ст. його рештки увійшли до промислової зони Нижньої Телички.

## Історія
Місцевість вздовж Нижньої Либіді активно використовувалася з давніх часів. На плані Києва 1695 р. біля гирла р. Либідь показана вкрита лісом сучасна Лиса гора, яка не підписана. Також показано млин на Либіді, що належав Видубицькому монастирю і знаходився під Лисою горою. Він має додатковий підпис:
«От устья Лыбеди, где впала в Дніпр, 100 сажен».
Схили Чорної та Звіринецької гори, так я к і схили в районі сучасної Саперної Слобідки порослі лісом. Ще одна дорога показана від гирла Либіді під схилами Лисої гори в бік сучасного Корчуватого.
На мапах 1745 та 1750 рр. тут, на лівому березі Либіді, показані численні видовжені прямокутні будівлі. Ця річка, хоч і не підписана, але показана як меандруюча на північ від Лисої гори. На ній були влаштовані стави. Біля Лисої гори показаний поворот Либіді на південь і точка тогочасного впадіння в Дніпро трохи нижче за течією від Лисої гори.
Мапа Д. де Боскета 1753 р. на думку Д. Вортмана, прояснює що було зведено в гирлі Либіді. Це була промислова зона, зокрема цегляні заводи. Отже їх поява біля Лисої гори сягає середини 18 ст . Показано ліву притоку Либіді – струмок Буслівку та млини Михайлівського монастиря та Лаври на ставках на Либіді у підніжжя Лисої гори. На мапі 1799 р. ми знову бачимо два великих стави на Либіді, а також групу розкиданих будівель на північ від місця впадіння показаної, але не підписаного струмка Буслівки. На південь від місця впадіння показано також групу прямокутних будівель тутешньої промислової зони, що були початком лаврського хутора Либідь, що сформується тут на початок 19 ст.
Коли не пізніше 1838 р. саперні та понтонні підрозділи перевели з Печерська до долини Либіді дерев’яні одноповерхові казарми барачного типу були побудовані на території її розчищеної і спланованої тераси. Поруч з віійськовим містечком виникла Солдатська – пізніше Саперна слобідка. 
Натомість промислова зона в гирлі Либіді функціонувала дещо обособлено від військового містечка, потім слобідки. На мапі 1838 р. в долині Нижньої Либіді вже показано розбудоване тут військове містечко, гаражі артилерійського парку, став на Либіді та Лаврські заклади та цегляний завод біля її гирла.
Схема 1860 р. показує острів на Либіді і став. Споруди на північ від острова на Либіді (помітні і на попередніх мапах ХІХ ст.) підписані як цегельний завод. Біля Лисої гори розливалося широке головне русло Дніпра. Г-подібна споруда при гирлі Либіді не показана.
На більш детальній мапі 1865 р. острів на Либіді вже не показаний, але міст, стежина до Корчуватого, став перед лаврською промисловою зоною та Г-подібна споруда при гирлі зазначені. Показано також яр перпендикулярний до русла Либіді – сучасний Західний Лисогірський яр. На лівому березі Либіді на місці сучасного гаражного кооперативу «Либідь» показана лаврська промислова зона. Забудова нижче Саперного табору підписана як «деревня Либідь». Натомість, як свідчить М. Закревський (1868) місцевість по обом берегам гирла р. Либіді носила назву урочище Коноплянка.
На мапі 1871-73 рр. ми бачимо Саперну слобідку, навпроти неї на лівому березі показані артилерійські сараї, нижче по Либіді став і далі промислова зона хутору Либідь (не підписано), в складі якої зазначена лаврська парова мукомельня.
На досить детальній мапі Києва 1886 р. став на Либіді показаний на тому ж місці, де ми його бачимо у 1846 р., але він значно менший за площею. Імовірно, він міг грати роль в утрудненні підступів до форту. Наявні два містки через Либідь та мукомельня на лівому березі.
Подібну ситуацію фіксують мапи 1903 та 1905 рр. На мапі 1899 р. в гирлі Либіді знову підписаний цегляний завод а також товарна станція, як "Київ ІІ". Цікаві подробиці дає мапа 1902 р. тут не тільки знову підписана станція Київ ІІ, сараї, але й «хутор Протва», над ставом «хутор Либідь», а місце де розташована промислова зона при гирлі Либіді вперше підписане як Нижня Теличка, тут же показано дров’яні склади.
На мапі 1912 р. в гирлі Либіді позначено цегельні заводи та урочище Нижня Теличка. На детальній мапі Києва 1932 р. Промислова зона в колишньому гирлі р. Либідь носить назву «пригород Теличка». Як зазначає Вакулішин в перші десятиліття ХХ ст. назву хутрі Либідь було забуто, очевидно з занепадом націоналізованих підприємств.